# Michael Josten
Michael Josten  (* 1953 in Wuppertal) ist ein deutscher Steuerberater und Unternehmer, der 2007 wegen Untreue und Gläubigerbegünstigung verurteilt wurde. Bekanntheit erlangte Josten vor allem als ehemaliger Vorstandsvorsitzender und späterer Aufsichtsrat von Teldafax.

## Leben
Josten war Steuerberater und Wirtschaftsprüfer in Landshut. Nach der Wiedervereinigung wurde er CDU-Landesschatzmeister in Sachsen-Anhalt. 1994 trat er aufgrund einer Spitzelaffäre von diesem Amt zurück.
In den 1990er-Jahren baute er die Secur-Finanz-Gruppe auf, die geschlossene Immobilienfonds verkaufte, doch 1999 zusammenbrach. Noch während der ersten Ermittlungen wegen der Secur-Finanz-Gruppe stieg er bei Teldafax ein, wo er zeitweise Gesellschafter, Vorstandsvorsitzender und Aufsichtsrat war. Im Jahr 2007 wurde er infolge des Schneeballsystems der Secure-Finanz-Gruppe wegen Untreue in 176 Fällen und Gläubigerbegünstigung vom Landgericht Mannheim zu zweieinhalb Jahren Haft verurteilt; die Richter attestierten ihm „eine erhebliche kriminelle Energie“. Josten setzte sich in die Schweiz ab. Im April 2010 wurde er an Deutschland ausgeliefert. Von Juni 2010 bis August 2011 saß er in Haft. Als Freigänger steuerte er Teldafax weiter. Er wurde aufgrund einer „günstigen Sozialprognose“, die das Oberlandesgericht Karlsruhe attestierte, wieder freigelassen.